# 소충자
소충자(蘇忠子, 생몰년 미상)는 10세기 초 가야계 인물인 김해의 호족이다.
《진경대사 보월능공탑》에는 효공왕 12년(908년)을 전후해, 앞서 김해 지역을 지배하던 호족 김인광을 형제인 김율희와 함께 제거하였다. 그러나 얼마 안 가서 김율희가 소충자를 대신해 김해의 새로운 실력자가 되었음을 《광조사 진철대사 탑비》에서 확인할 수 있는데, 탑비가 제작된 효공왕 15년(911년)을 전후해 김율희가 정변을 일으켜 소충자를 제거한 것으로 보인다. 신라 말에 등장하는 잡간(干) 충지를 소충자 또는 김율희와 동일인물로 보는 설도 있다.

## 참고 문헌
- 부경역사연구소 지음 《10세기 인물열전, 쇠유리부터 능창까지 후삼국 22인의 삶》 푸른역사, 2002

## 같이 보기
- 가락국기
- 수로왕릉
- 소율희